# Deutscher Verein der Blinden und Sehbehinderten in Studium und Beruf
Der Deutsche Verein der Blinden und Sehbehinderten in Studium und Beruf e. V. (DVBS) ist eine Selbsthilfeorganisation von blinden und sehbehinderten Menschen, die trotz ihrer Behinderung selbstbestimmt leben und beruflichen Erfolg haben wollen. 1916 als „Verein blinder Akademiker Deutschlands“ (VbAD) gegründet, zählen Selbsthilfe und Interessenvertretung zu den Kernzielen des DVBS.
Der Verein fördert alle Blinden und Sehbehinderten in akademischen und verwandten Berufen sowie in den entsprechenden Ausbildungsgängen und im Ruhestand. Er vertritt ihre sozialen, kulturellen und rechtlichen Belange in Fragen der Berufsorientierung, der Aus- und Fortbildung, der Arbeitsmarktintegration, in Bezug auf Beruf, Karriere und Rehabilitation. Der DVBS ist bundesweit tätig und zählt rund 1350 Mitglieder. Sitz des als gemeinnützig anerkannten Vereins ist Marburg/Lahn.
Der DVBS ist Mitglied der Weltblindenunion.

## Geschichte
Den Anstoß zur Gründung des heutigen „DVBS“ gab der Erste Weltkrieg. Schon bald nach dessen Ausbruch kehrten Soldaten, die an der Front ihr Augenlicht verloren hatten, in die Heimat zurück. Für sie richtete Alfred Bielschowsky als Leiter der Marburger Universitäts-Augenklinik Umschulungskurse ein. Der 1907 durch einen Arbeitsunfall erblindete Student Carl Strehl gab ihnen Unterricht in Blindenschrift und Maschinenschreiben. Unter diesen Kriegsblinden waren auch Gymnasiasten, Studenten und junge Akademiker. Für sie schien ihr Ausbildungs- bzw. Berufsweg zu Ende zu sein, denn die damals üblichen Blindenhandwerke boten keine angemessene Alternative. Am 6. März 1916 gründeten Strehl, Bielschowsky und weitere Gleichgesinnte den „Verein blinder Akademiker Deutschlands“ (VbAD). Dieser erhielt nach dem Zweiten Weltkrieg den Namen „Verein der blinden Geistesarbeiter Deutschlands“ (VbGD). Seit 1983 nennt er sich „Deutscher Verein der Blinden und Sehbehinderten in Studium und Beruf“ (DVBS).

## Organisation
Von den rund 1350 blinden oder sehbehinderten Mitgliedern befinden sich 25 Prozent in Studium oder Ausbildung. Sie erhalten Unterstützung, um ihre Studienbedingungen und damit auch ihre Berufschancen zu verbessern, und sind in der Fachgruppe Ausbildung zusammengefasst. Darüber hinaus können sie sich, wie die berufstätigen Mitglieder, in den folgenden elf berufsbezogenen Fachgruppen organisieren: Erziehung & Wissenschaft, Jura, MINT, Medien, Musik, Sehbehinderte, Selbstständige, Soziale Berufe & Psychologie, Theologie, Verwaltung und Wirtschaft. Mitglieder, die inzwischen aus dem Beruf ausgeschieden sind, haben sich zur Gruppe "Ruhestand" zusammengefunden, um ihre spezifischen Belange zu bearbeiten.
Parallel zu den Fachgruppen ist der DVBS bundesweit in 13 Bezirksgruppen organisiert, sodass auch ein ortsnaher Austausch zu berufsübergreifenden Themen möglich ist.
In der Bundesgeschäftsstelle in Marburg werden die ehrenamtliche Selbsthilfearbeit unterstützend begleitet und die Dienstleistungen des DVBS (Information, Textservice, Beratung, Weiterbildung) hauptamtlich betreut.